# Anne Henriette de Bourbon

Prinzessin Anne Henriette von Frankreich

Anne Henriette von Frankreich („Madame Seconde“) (* 14. August 1727 in Versailles; † 10. Februar 1752 ebenda) war Prinzessin von Frankreich.

## Leben
Prinzessin Anne Henriette von Frankreich und ihre Zwillingsschwester Louise Elisabeth von Frankreich wurden am 14. August 1727 als die ersten Kinder von König Ludwig XV. von Frankreich und seiner polnischen Gemahlin Maria Leszczyńska in Versailles geboren. In den ersten zwölf Jahren der königlichen Ehe, gebar die Königin zehn Kinder, acht Mädchen und zwei Jungen. Anne Henriette war die jüngere Schwester des Zwillingspaares. Aufgrund der hohen Anzahl an Töchtern bekamen sie einen Beinamen entsprechend der Reihenfolge ihres Alters verliehen, somit wurde Anne Henriette daher als „Madame Seconde“ bezeichnet. Seit 1735 war Marie Isabelle de Rohan für ihre Erziehung und die ihrer jüngeren Geschwister zuständig.

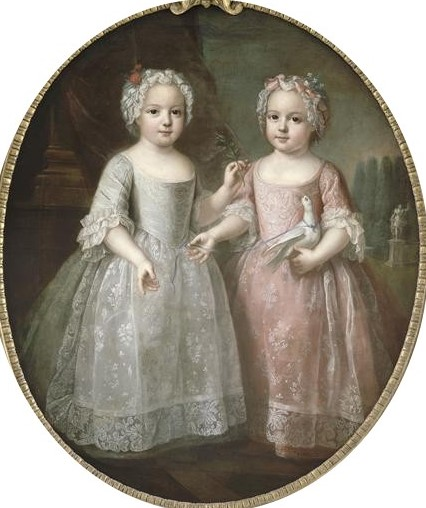
Louise Elisabeth (li.) und Anne Henriette

Als ihre Schwester Louise Elisabeth schon 1739 die Reise nach Spanien antrat, um Ehefrau von Philipp von Spanien zu werden, blieb Anne Henriette als Madame Royale in Versailles. Das von Natur aus schon sehr reservierte Mädchen litt unter dem Verlust ihrer Lieblingsschwester, mit der sie bis dahin den Großteil ihrer Zeit verbracht hatte, und zog sich immer mehr zurück. Vor allem widmete sie sich der Musik. In den folgenden Jahren perfektionierte sie ihr Gambenspiel. Ihr Lehrer war Jean-Baptiste-Antoine Forqueray, einer der berühmtesten Gambisten im Frankreich des 18. Jahrhunderts, dessen Vater Antoine Forqueray bereits bei Ludwig XIV. als Gambist tätig war. Anne Henriettes Leidenschaft für die Musik wurde von dem Hofmaler Jean-Marc Nattier auf seinem Porträt von der musizierenden Madame Henriette festgehalten.

Anne Henriette von Frankreich beim Gambenspiel

Im Gegensatz zu ihrer Zwillingsschwester war Anne Henriette nie verheiratet, obwohl sie eine Zeit lang für den Herzog von Orléans schwärmte und sich mit ihm häufig traf. Ihr Vater wünschte jedoch keine zu enge Verbindung zum Haus Orléans. Außer Louise Elisabeth verheiratete er keine seiner Töchter, weil er sie bei sich haben wollte.
Die Zwillingsschwestern entfremdeten sich kurzzeitig, als Louise Elisabeth sich bei ihrem ersten Besuch in Versailles 1748 mit der Mätresse ihres Vaters, Madame de Pompadour, anfreundete und dadurch die Missgunst ihrer Mutter und ihrer anderen Geschwister auf sich zog. Die Königin von Frankreich und ihre Kinder am Hof von Versailles formten eine Partei, die sich der Macht der Mätresse widersetzten.
Anfang des Jahres 1752 erkrankte die Prinzessin an den Pocken und starb am 10. Februar 1752 im Alter von 24 Jahren. Sie wurde in der Basilika Saint-Denis begraben. 1760 wurde ihre Zwillingsschwester an ihrer Seite bestattet.